# لاندون كوهن
لاندون كوهن (بالإنجليزية: Landon Cohen)‏ هو لاعب كرة قدم أمريكية أمريكي، ولد في 3 أغسطس 1986 في سبارتانبرغ في الولايات المتحدة.

## وصلات خارجية
- لاندون كوهن على موقع مرجع كرة القدم المحترفة.كوم (الإنجليزية)